# Иње (Белуно)
Иње (итал. Igne) је насеље у Италији у округу Белуно, региону Венето.
Према процени из 2011. у насељу је живело 527 становника. Насеље се налази на надморској висини од 617 м.